# Opisthoteuthis japonica
Opisthoteuthis japonica är en bläckfiskart som beskrevs av Isao Taki 1962. Opisthoteuthis japonica ingår i släktet Opisthoteuthis och familjen Opisthoteuthidae. Inga underarter finns listade i Catalogue of Life.